# Abergement-lès-Thésy
Abergement-lès-Thésy is een gemeente in het Franse departement Jura (regio Bourgogne-Franche-Comté) en telt 63 inwoners (2009). De plaats maakt deel uit van het arrondissement Lons-le-Saunier.

## Geografie

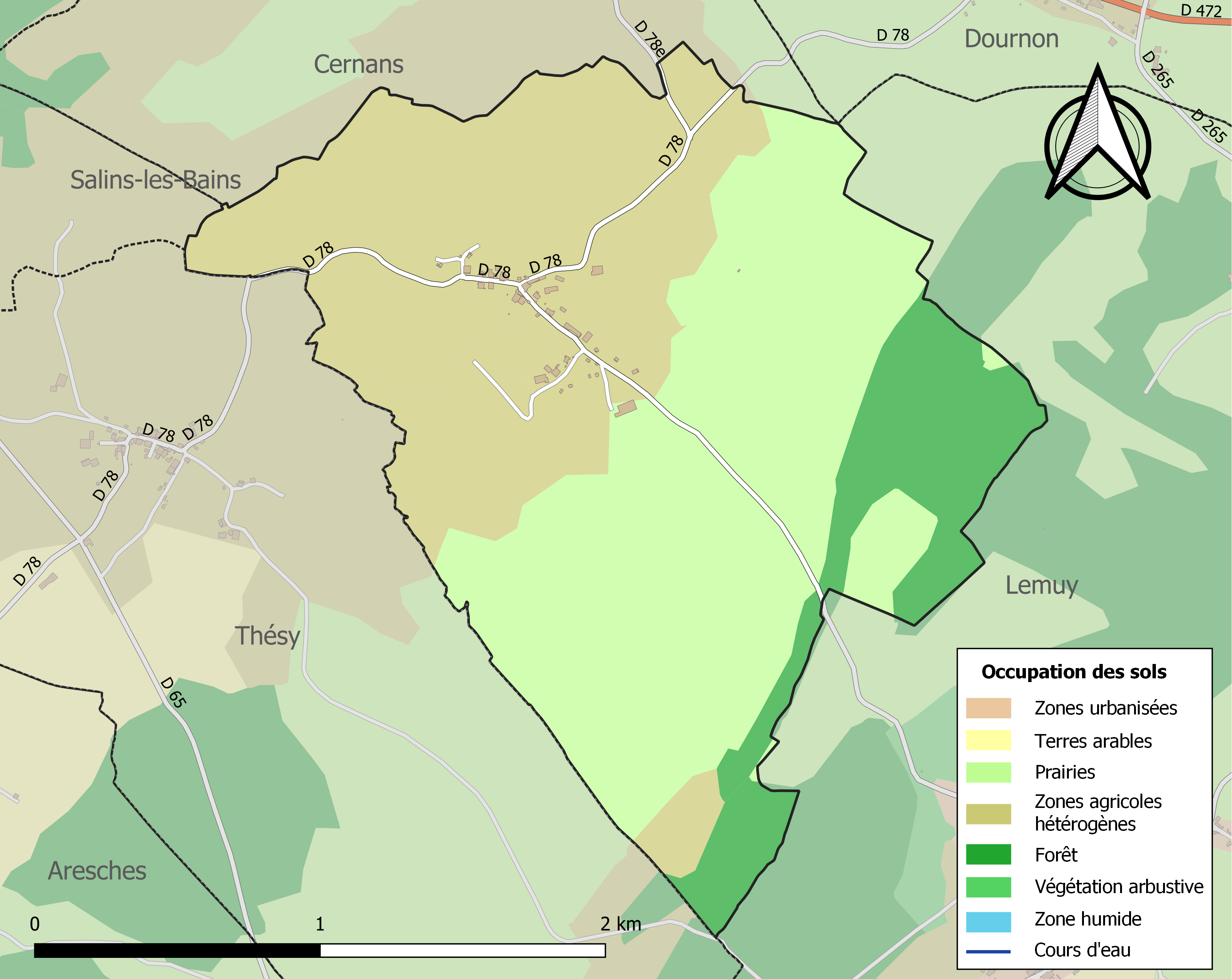
Kaart van de gemeente met de belangrijkste infrastructuur, bodemgebruik en omliggende gemeenten

De oppervlakte van Abergement-lès-Thésy bedraagt 4,7 km², de bevolkingsdichtheid is dus 13,4 inwoners per km².

## Demografie
Onderstaande figuur toont het verloop van het inwonertal (bron: INSEE-tellingen).